# Gérald Bronner
Pour les articles homonymes, voir Bronner.
 (décembre 2024).
Motif : voir WP:LB du 22 décembre 2024 où sont expliqués les multiples problèmes de cet article : la qualité des sources et leur interprétation, les infractions à WP:PROP et à WP:NPOV...
Gérald Bronner, né le 22 mai 1969 à Nancy, est un sociologue français, professeur de sociologie à Sorbonne Université. Ses travaux de recherche portent principalement sur les croyances collectives et les représentations sociales. Il est membre de l'Académie nationale de médecine depuis 2017, de l'Académie des technologies et de l'Institut universitaire de France.

## Biographie

### Famille
Gérald Bronner grandit en banlieue dans un quartier sensible de Vandœuvre-lès-Nancy. Il est issu d'un milieu populaire, sa mère est femme de ménage et son père réparateur de télévisions. Il accepte le terme de transclasse pour se qualifier en restant critique envers ce concept.

### Formation, enseignement, édition
En 1995, il soutient une thèse de doctorat de sociologie sous la direction d'Alain Pessin sur L'agent social et l'incertitude : approche sociologique du modèle de l'utilité espérée dans le cadre du paradigme de l'actionnisme. Elle traite des enjeux sociologiques de l’aversion à l'incertitude. Elle donne lieu à la publication d’un « Que sais-je ? », L’Incertitude.
Gérald Bronner est élu maître de conférences à Nancy en 1998.
En 2003, il publie, aux Presses universitaires de France (PUF), L'Empire des croyances, qui reçoit un prix de l'Académie des sciences morales et politiques.
De 2004 à 2007, il rejoint la Sorbonne, où il codirige avec Jean-Michel Berthelot le Centre d'études sociologiques. Il participe au comité de rédaction de L'Année sociologique et fonde et dirige la collection « Société et Pensées » aux éditions Hermann.
En 2006, il est habilité à diriger des recherches (HDR) en soutenant un dossier sur l'importation de la notion de biais cognitif en sociologie.
En 2007, il est élu professeur à l'université de Strasbourg.
En 2008, il est nommé membre junior de l'Institut universitaire de France, et poursuit des travaux sur le continent américain.
De 2012 à 2022, il est professeur à l'université Paris-Diderot, devenue université Paris-Cité. Il y codirige le Laboratoire interdisciplinaire des énergies de demain (LIED) et assure un enseignement de « sociologie cognitive des enjeux énergétiques ».
En 2013, il publie La Démocratie des crédules (PUF). La même année, il devient directeur éditorial aux Presses universitaires de France.
À partir de 2022, il est professeur à la Faculté des lettres de Sorbonne Université. Il y anime en 2025 un  un séminaire consacré à la pensée critique.

## Affiliations

### Participation à des académies
En 2014, il est élu membre de l'Académie des technologies.
En 2017, il est élu membre correspondant de l’Académie nationale de médecine,.

### Autres responsabilités
De 2014 à 2015, il participe au conseil scientifique d'Areva.
Il est membre du conseil médical d'EDF, membre du comité de parrainage de l’Association française pour l'information scientifique (Afis) et produit des analyses pour Danone.
À partir de septembre 2016, il travaille au Centre de prévention, d’insertion et de citoyenneté (CPIC) de Pontourny, connu sous le nom de « centre de déradicalisation ». En juillet 2017, le gouvernement ferme ce centre, qui a accueilli neuf pensionnaires au total et n'en accueille plus aucun,. Bronner analyse, sur le ton du témoignage, la difficulté de faire entendre raison aux personnes radicalisées et les ambivalences des pouvoirs publics par rapport à cet objectif, dans son ouvrage Déchéance de rationalité (2019),.
Il est membre du conseil scientifique de Conspiracy Watch.
Selon Rachel Sarg, il est au début du XXIe siècle l'un des principaux représentants du courant de la sociologie cognitive.

### Collaborations éditoriales
Gérald Bronner publie dans plusieurs revues académiques de sociologie : la Revue française de sociologie, L'Année sociologique (dont il coordonne un numéro et fait partie du comité de rédaction) et la Revue européenne des sciences sociales.
Gérald Bronner est éditorialiste pour Le Point, Le Nouveau Magazine littéraire, la chaîne d'information israélienne I24News et L'Express.
Il collabore également à des revues grand public (Cerveau&Psycho, Le Nouvel Observateur, Sciences humaines, Pour la science, Le Nouveau Magazine littéraire…).

## Projets et idées défendues

### Divers
En 2022 sort sur Netflix une adaptation filmée de Comment je suis devenu super-héros, son roman paru en 2007,.

### Étude du complotisme
Fin septembre 2021, il est nommé à la tête d'une commission intitulée « Les Lumières à l'ère du numérique », chargée de rendre, fin décembre 2021, un rapport sur le complotisme, les contenus haineux en ligne et les fake news. La composition de cette commission fait l'objet de controverses portant sur son thème et la nomination du chirurgien Guy Vallancien en son sein.

Dans une interview dans L'Express en avril 2021, lors de la sortie de son ouvrage Apocalypse cognitive (en janvier 2021) aux PUF, il observe et propose une catégorisation des personnes dites « complotistes » — qui seraient notamment surreprésentées au Rassemblement national et à La France insoumise —, dont le raisonnement serait renforcé par un trouble mental. Il explique : 

« Dans chacune de ces controverses, que ce soit avec les gilets jaunes, l’hydroxychloroquine ou les vaccins, on voit réapparaitre cette cartographie qui a des relents de complotisme, c’est-à-dire une vision paranoïde du monde. »

Il suggère également que les médecines alternatives peuvent être une porte d'entrée vers un raisonnement complotiste.

### Sociologie et sociologistes
Différents ouvrages de Gérald Bronner font état d'une volonté de s'opposer à tout frein au développement technologique,. À ce titre, il défend dans La Planète des hommes l'idée qu'empêcher le développement des technologies ne pourrait pas permettre à l'humanité de survivre lors de la dilatation du Soleil dans plusieurs milliards d'années.
Les prises de position de Gérald Bronner l'amènent à s'opposer au principe de précaution,. Le sociologue Sylvain Laurens et les journalistes Stéphane Foucart et Stéphane Horel critiquent son analyse de ce principe formulée avec Étienne Géhin, considérant qu'elle n'est pas scientifiquement étayée. Parmi leurs critiques, ils considèrent que, lorsque Gérald Bronner analyse le coût économique d'une application maximaliste du principe de précaution, il omet de prendre en compte les coûts globaux de sa non application,.
Gérald Bronner fait preuve de méfiance vis-à-vis des préoccupations écologistes, considérant que des sociétés écologistes seraient des sociétés de la peur.
Pour lui, elles pourraient mener à un « écolo-fascisme ».
Son ouvrage Le Danger sociologique vise, selon Mediapart, « à délégitimer les sciences sociales critiques, notamment quand elles abordent les domaines de l'alimentation, de la santé, de l'environnement ou de la sécurité, au motif qu'elles seraient toujours orientées politiquement à gauche et insuffisamment fondées scientifiquement ».
Dans Apocalypse cognitive, paru en 2021, il s'inquiète des effets de la montée en puissance des réseaux sociaux, amenant à ce que l'information est partout mais n'est plus hiérarchisée. Cette nouvelle disposition de l'information établirait un discours relativiste, conduisant à ce que la parole d'un professeur d'université et d'un gilet jaune reçoivent la même considération. Pour lutter contre ce relativisme des idées, il conclut, selon une analyse des Échos, « qu'il faut imaginer réguler le marché des idées : une instance internationale qui ne devrait pas chercher à ordonner ce qui relève du beau ou du bien mais seulement ce qui relève du vrai en s'appuyant sur le consensus scientifique ».
De même, il considère qu'Internet est un objet technique qui, par le biais du filtrage algorithmique, amplifie la désinformation et les théories conspirationnistes en accentuant le biais de confirmation et l'auto-enfermement cognitif (ou « bulles de filtrage »). Selon lui, la médiatisation sur les réseaux sociaux de certains discours de personnes non professionnelles de l'information a accentué ce phénomène : « ces points de vue marginaux existaient avant, mais ils étaient confinés dans des espaces de radicalité et étaient refoulés à l'entrée du marché de l'information, par les professionnels de ce domaine. Ce marché est devenu dérégulé, ce qui permet à tous les points de vue de s'exprimer sur la place publique ».

## Critiques et controverses

### À propos des écrits d'Annie Ernaux, Édouard Louis et Didier Eribon
Gérald Bronner s'oppose à l'« assignation à résidence sociale » qu'il attribue au structuralisme de Pierre Bourdieu dans une construction sociale opposant dominants et dominés. Tenant de l'individualisme méthodologique défendu par son maître Raymond Boudon, selon lequel le sort d'un individu ne résulte que de ses propres choix, il s'oppose aux récits des transfuges de classe mettant en avant une distinction entre dominants et dominés.
Depuis son livre Les Origines paru en janvier 2023, Gérald Bronner a critiqué publiquement à plusieurs reprises les œuvres et récits des trois auteurs « transclasses » Annie Ernaux, Didier Eribon et Édouard Louis, relevant notamment une forme de « dolorisme », et de « misérabilisme », correspondant selon lui à « une exaltation de la souffrance ». Gérald Bronner « n’accepte pas […] cette figure du héros social contemporain qui est victorieux mais continue à souffrir », selon son interprétation de leurs écrits. Selon lui, ces transclasses « voudraient être applaudis deux fois : une première fois pour leur réussite, une seconde fois parce qu'ils ont plus de mérite que les autres ». Il leur reproche ainsi « une forme d’obsession narrative à évoquer l’influence des parents », trop éloignée de la littérature du XIXe siècle qui avait selon lui le mérite de privilégier « la fierté » du « self-made man », et affirme sa « dignité » de n'avoir jamais évoqué ses origines jusqu'à son livre de 2023.

### Opposition au principe de précaution
Dans L'Inquiétant principe de précaution (2010) coécrit avec Étienne Géhin et La Planète des hommes : Réenchanter le risque (2014), Bronner pointe les dérives possibles du principe de précaution, et plus précisément d’une « application maximaliste » de celui-ci,. Les journalistes Stéphane Foucart, Stéphane Horel et le sociologue Sylvain Laurens consacrent une partie importante de leur ouvrage Les Gardiens de la Raison : Enquête sur la désinformation scientifique (2020) au cas de Gérald Bronner. Ils lui reprochent de remettre en cause le principe de précaution, qui est combattu par les industries du tabac, de la chimie, des pesticides et des énergies fossiles : celles-ci voudraient remplacer dans le droit européen le principe de précaution par le « principe d'innovation ». Par ailleurs, les trois auteurs l'accusent de pratiquer ce qu'il reproche aux autres, c'est-à-dire de faire preuve de militantisme caché, lorsqu'il défend ses convictions sans les confronter aux travaux récents de ses pairs.
Dans L’Inquiétant principe de précaution, les deux auteurs contestent la responsabilité humaine dans le réchauffement climatique, prétendant que l'importance de la vapeur d'eau[pas clair] aurait été négligée par le GIEC. L'ouvrage relativise plusieurs aspects des problèmes écologiques contemporains et se propose de réactiver « le grand récit du progrès », par opposition aux diagnostics portés par l'écologie politique et aux changements sociaux généraux qu'elle suggère. Cependant, contacté par le journal Libération pour un article sur cette polémique, Bronner se défend d'être l'auteur des paragraphes fautifs.
La théorie du « précautionnisme » (critique d'un recours trop systématique au principe de précaution) de Gérald Bronner est critiquée en raison de son utilisation par de grandes entreprises et des mouvements idéologiques anti-démocratiques proclamant la supériorité des experts sur les citoyens et tentant de délégitimer les sciences sociales critiques, notamment dans les domaines de l'alimentation, de la santé, de l'environnement ou de la sécurité.

### Réactivations d'anciennes polémiques de la sociologie
Le sociologue Arnaud Saint-Martin estime que Gérald Bronner présente une argumentation « biaisée et superficielle » dans Le danger sociologique, co-écrit avec Étienne Géhin, critiqué pour son titre équivoque qui ravive une ancienne polémique dans le milieu de la sociologie française. Bernard Lahire relève que l'ouvrage réactive un débat théorique ancien entre deux courants représentés par Raymond Boudon et Pierre Bourdieu.

### Propagation de fausses informations
D'autres critiques notent que dans deux de ses livres, Gérald Bronner relaie involontairement deux fausses informations, ce qu'il reconnaîtra par la suite :
- Dans La démocratie des crédules (p. 269) (et dans La Planète des hommes - Réenchanter le risque d'après l'article cité en référence de Stéphane Foucart dans Le Monde), il fustige « la ronde des atermoiements précautionnistes » dans la lutte contre l'épidémie de choléra à Haïti en 2010, qui aurait retardé l'utilisation d'eau de Javel pour traiter les eaux contaminées. Après vérification par un journaliste du Monde, cet exemple s'est révélé erroné ; selon lui, cette erreur montre que Gérald Bronner n'est pas à l'abri du biais de confirmation qu'il dénonce chez les autres[46].

### Analyses critiques de sa thèse sur l'«apocalypse cognitive»
À propos d'Apocalypse cognitive, le sociologue Dominique Boullier dénonce une reductio ad cerebrum : pour Bronner, les humains depuis Homo Sapiens ayant le même cerveau, leurs comportements pourraient s'expliquer par des « invariants », ce que conteste Dominique Boullier. Selon ce dernier, cette analyse revient à éliminer de la perspective « toute construction sociale, toute variation historique, géographique, culturelle, organisationnelle » — conduisant Gérald Bronner à supposer l'impuissance politique des sujets, les actes étant dans son analyse déterminés et expliqués par le cerveau et ses invariants. Dominique Boullier note cependant que, dans la dernière partie du livre, Bronner indique que les « grands invariants qui pèsent sur le destin de notre espèce » ne forment pas une fatalité, car il existe dans le cerveau des compétences variées qui peuvent entrer en conflit. Cependant, Dominique Boullier relève que tout le reste du livre proposait une thèse inverse.
Les chercheurs Jean-Michel Hupé (neurosciences), Jérôme Lamy (histoire des sciences) et Arnaud Saint-Martin (sociologie des sciences) contestent également le choix de Gérald Bronner de s'appuyer sur l'idée d'une « nature humaine », arguant que l'existence d'un fonctionnement cérébral ne signifie pas que tout comportement serait inné et que l'existence d'« invariants mentaux » n'implique pas que les comportements humains auraient un caractère obligatoire et universel. Ils reprochent à Gérald Bronner de faire référence à des études de psychologie expérimentale et de neurosciences sans lien avec son argumentation. Ils estiment par ailleurs que certains des résultats de ces études sont mal retranscrits et certaines études citées contestables, Gérald Bronner déformant selon eux dans de nombreux cas les résultats et conclusions des études,.

## Ouvrages
- L’incertitude, Paris, PUF coll. « Que sais-je ? », 1997[49]
- L’empire des croyances, Paris, PUF coll. « Sociologies », 2003 Prix Adrien Duvand, Académie des sciences morales et politiques, 2004
- Manuel de nos folies ordinaires (avec Guillaume Erner), Paris, Mango, 2006
- Vie et mort des croyances collectives, Paris, Éditions Hermann, 2006
- L’empire de l’erreur. Éléments de sociologie cognitive, Paris, PUF coll. « Sociologies », 2007
- Comment je suis devenu super héros (roman), Les contrebandiers éditeurs, 2007
- Coïncidences. Les représentations sociales du hasard, Paris, Vuibert, 2007 ; 2e édition Paris, Vuibert, 2009
- La pensée extrême. Comment des hommes ordinaires deviennent des fanatiques, Paris, Denoël, 2009  (ISBN 978-2207260654) ; nouvelle éd. augmentée, Presses universitaires de France, 2015  (ISBN 978-2-13-073360-7) ; rééd. 2016  (ISBN 978-2130733607)[50]
- L’inquiétant principe de précaution (avec Étienne Géhin), Paris, PUF coll. « Quadrige », 2010
- The Future of Collective Beliefs, Oxford, Bardwell Press, 2011
- La démocratie des crédules, Paris, PUF, 2013 Prix de la Revue des Deux Mondes 2013[51]
- Croyances et imaginaires contemporains, Paris, Manucius, 2013, 49 p.
- La planète des hommes. Réenchanter le risque, Paris, PUF, 2014  (ISBN 978-2130631682)
- Le danger sociologique (avec Étienne Géhin), Paris, PUF, 2017[13]
- Cabinet de curiosités sociales, Paris, PUF, 2018  (ISBN 978-2130810285)
- Déchéance de rationalité, Paris, Grasset, 2019  (ISBN 978-2246812807)
- Apocalypse cognitive, Paris, PUF, 2021  (ISBN 978-2130733041)
- Comme des dieux, Grasset, 2022, 304 p.  (ISBN 9782246823117)
- Les origines. Pourquoi devient-on qui l'on est ?, Autrement, 2023, 192 p. (ISBN 9782746755338)
- Exorcisme, Grasset, 12 janvier 2024, 240 p. (EAN 9782246827368)

## Prix et distinctions

### Distinctions[52]
- 2008 : Membre de l’Institut Universitaire de France Junior (2008 – 2013).
- 2015 : Membre de l’Académie des technologies  (2015 – ).
- 2017 : Membre de l’Académie nationale de médecine (2017 -)

- 2021 : Doctorat honoris causa de l'Université de Liège[53] (septembre 2021)

### Prix[52]
- 2004 : Prix Adrien-Duvand de l'Académie des sciences morales et politiques pour le livre  L’empire des croyances, Paris, PUF, 2003.
- 2010 : Prix européen d'Amalfi pour la sociologie et les sciences sociales (European Amalfi Prize For Sociology and Social Sciences) pour La Pensée extrême, comment des hommes ordinaires deviennent des fanatiques  Paris, Denoël, 2009.
- 2013 : Prix de la revue des deux Mondes (2013) pour La démocratie des crédules.
- 2013 : Prix de l’Union Rationaliste pour l’ensemble de l’œuvre.
- 2013 : Prix Sophie Barluet – CNL pour La démocratie des crédules[54]..
- 2014 : Prix Procope des Lumières pour La démocratie des crédules[55].
- 2014 : Prix Adrien Duvand, Académie des sciences morales et politiques.
- 2015 : Prix de la revue Risques  pour le livre La planète des Hommes – réenchanter le risque.
- 2021 : Prix Elina et Louis Pauwels Société des Gens de Lettres pour Apocalypse cognitive.
- 2021 : Prix du livre économique BFM pour Apocalypse cognitive.
- 2021 : Prix politique étudiant pour Apocalypse cognitive.
- 2014 : Prix Procope des Lumières pour La démocratie des crédules[56].
- 2021 : Prix Louis-Pauwels pour Apocalypse cognitive.
- 2021 : Prix Aujourd’hui pour Apocalypse cognitive[57].

### Décoration
- Chevalier de la Légion d'honneur (2019)[58]

### Presse
- Fabrice Flipo, « Démocratie des crédules ou arrogance des clercs ? », Slate.fr, janvier 2014.
- Pierre Thiesset, « Faut-il expédier Gérald Bronner dans l'espace ? », La Décroissance, octobre 2014.

#### Autres notices biographiques
- Sur le site du LIED (Laboratoire interdisciplinaire des Énergies de Demain), Université Paris-Diderot
- Sur le site du Centre d'études sociologiques de la Sorbonne